# Spotted dick
Spotted dick er en engelsk dampet kage, som indeholder tørret frugt, normalt korender. Kagen er især populær i England, hvor den serveres med creme eller med smør og brun farin.
Den tidligste kendte opskrift på Spotted dick er fra 1847. 

## Om navnet
Navnet spotted dick har i England samme betydning som den direkte oversættelse til dansk: prikket pik, men navnets oprindelse fortaber sig i fortiden. Spotted refererer til korenderne, der kan minde om prikker, hvorimod der ikke er enighed om, hvorfra dick er kommet. Kagen kendes også som: spotted dog, plum duff, figgy dowdy, plum bolster og Spotted Richard (Dick er også en kortform for Richard).
I 1840'ernes England blev ordet dick brugt om en type hård ost. Når den blev serveret med mørk sirup, treacle sauce på engelsk, kaldte man det treacle dick, og når man sluttelig tilsatte korender eller rosiner, havde man spotted dick.

## Kontroverser
At spotted dick er et kontroversielt navn på en dessert, så man i det engelske grevskab Gloucestershire i slutningen af 1990'erne. På hospitalsmenuerne ændrede man navnet på kagen til Spotted Richard, da man mente, det oprindelige navn kunne vække anstød hos patienterne og gøre dem så forlegne, at de ikke ville bestille den som dessert. I 2002 blev det oprindelige navn genindført. Lederen af hospitalets cateringafdeling, Mike Byrne, udtalte i den anledning: "The traditional puddings are very popular with patients and always have been and I don't think people get embarrassed by the name".

Den engelske indkøbskæde Tesco ville i 2001 også ændre navnet fra Spotted Dick til Spotted Richard i forretningerne. Begrundelsen her lød, at salget af kagen var faldet, da kunderne var for generte til at bede om den. Tesco iværksatte en undersøgelse blandt sine kunder via 1.200 spørgeskemaer. Resultatet viste, at det hovedsageligt var mænd, der følte sig utilpasse ved at købe Spotted Dick. Skønt 98% af de adspurgte mænd havde spotted dick som sin favoritdessert, følte 78% ubehag ved at købe den. 7% af mændene oplevede det som besværligt at benytte en kasse med en kvindelig ansat, og 3% af dem, hovedsagelig yngre mænd, svarede at de opsøgte en kasse med en mandlig ansat, når de skulle betale for Spotted Dick.
Tanken om at Tesco ville ændre navnet, gav til gengæld anledning til protest fra chefsmageren for den engelske Pudding Club, der har mottoet "Mad About Puddings", Simon Coombe . Til The Times udtalte han: "Spotted dick has always been spotted dick and there is no reason to change that". I 2002 besluttede Tesco så at beholde navnet Spotted Dick. Formanden for Pudding Club, Peter Henderson, udtalte i den anledning: "We think that changing the name to Spotted Richard was totally ridiculous in the first place".

## Ingredienserne
Der findes mange varianter af spotted dick, og den er præget af lokale traditioner. Men grundingredienserne i en populær variant er: selvhævende mel, husholdningssalt, oksetælle, friske brødkrummer, sukker, korender, melonskræl og mælk. I lighed med mange andre engelske kager, (puddings), dampkoges også en Spotted dick.

## Spotted dick i fiktionen
En traditionsrig kage med et så specielt navn, kan selvfølgelig ikke undgå, at blive en del af fiktionen. I den engelske tv-serie, Herskab og tjenestefolk (Upstairs, Downstairs), fortæller kogekonen, Mrs. Bridges, at familien Bellamys ætling, Major Edward, har haft spotted dick som sin yndlingsdessert siden barndommen, og i den amerikanske film Kong Ralph (King Ralph), hvor en amerikaner bliver udnævnt til konge i England, serveres han en dag for spotted dick. Ved synet af de aflange kagestykker udbryder han: "Whose dick?!!".